# Port lotniczy Jiwani
Port lotniczy Jiwani (IATA: JIW, ICAO: OPJI) – port lotniczy położony w Jiwani, w prowincji Beludżystan, w Pakistanie.